# 타일러 조셉
타일러 조셉(Tyler Joseph, 1988년 12월 1일 ~ )은 미국인 가수, 작곡가, 다중 기업가, 음반 제작자, 래퍼이다. 그는 드러머 조슈 던과 함께 트웬티 원 파일럿츠의 리드 보컬이다.